# Knull
Knull es un supervillano ficticio que aparece en los cómics estadounidenses publicados por Marvel Comics, comúnmente en asociación con Venom y Carnage, y luego establecido retroactivamente como un enemigo invisible de Thor y Silver Surfer, ya que estaba detrás de la misión de Gorr el Dios Carnicero para cazar y matar a varias deidades, además de haber entrado en conflicto con Silver Surfer a través de un agujero negro temporal a través del tiempo. El personaje se representa como una deidad malvada que creó el arma conocida como la necroespada y las razas alienígenas conocidas como los Klyntar/Simbiontes y Exolons. El personaje pasaría a desempeñar un papel más importante en el Universo Marvel.
Knull ha sido descrito como uno de los supervillanos más notables y poderosos de Marvel.
Knull aparece en el Universo Spider-Man de Sony para Venom: El último baile (2024), interpretado por Andy Serkis después de interpretar a Ulysses Klaw.

## Historial de publicaciones
El personaje se presentó por primera vez en Venom # 3 (agosto de 2018), dando un guiño a un ser sin nombre que aparece en Thor: God of Thunder # 6. El personaje sería mencionado en varios números de Web of Venom, Guardians of the Galaxy y "War of the Realms". Después de eso, Knull fue el principal antagonista en Silver Surfer: Black # 1 de Donny Cates. 
Knull regresó en King in Black como el principal antagonista, que se centra en su ataque a la Tierra con su ejército de simbiontes.

## Biografía ficticia

### Origen
Knull es una deidad primordial que nació tras la destrucción de la sexta iteración del cosmos. Él originalmente se contentaba con vagar por el vacío sin fin hasta que llegaron los Celestiales y comenzaron a crear la séptima iteración del Universo Marvel. Despertado por la "Luz de la Creación" e indignado por el despojo de su reino de las tinieblas, Knull tomó represalias creando All-Black the Necrosword y matando a uno de los Celestiales. Al ver esto, los otros Celestiales desterraron a Knull y la cabeza cortada más profundamente en el Vacío. Luego usó la cabeza para forjar el simbionte y lo combinó con las energías cósmicas de la cabeza, que después se convertiría en Knowhere. Al hacerlo, involuntariamente les dio a los simbiontes sus debilidades a los ataques sónicos y al fuego. Creó una armadura de simbionte y, con All-Black, comenzó a matar a las otras deidades, hasta que se estrelló en un planeta sin nombre donde Gorr tomó a All-Black del incapacitado Knull. Knull finalmente se despertó y descubrió que podía vincular su abismo viviente a "criaturas menores" y controlar su nueva forma como recipientes. Creó un ejército de simbiontes consigo mismo en el centro de la mente de la colmena y los usa para esparcirse por el universo, estableciendo la Colmena Simbionte y matando la luz y la creación en el proceso.
Continuó matando dioses, mientras que también esclavizó a otros a quienes perdonó con el uso de su abismo. En algún momento, fue abordado por Silver Surfer, desplazado en el tiempo, que se había debilitado después de que Surfer había creado una pequeña estrella para liberar un mundo del control de Knull. Después de una breve pelea, Knull pudo unir un simbionte al Surfer, pero este último fue salvado por Ego el Planeta Viviente. Cuando Knull alcanzó a Surfer, trató de derrotarlo y volver a infectarlo con su abismo, pero el Surfer, que había reunido la energía del cosmos, creó una estrella que fue suficiente para derrotar a Knull.
Cuando un simbionte parecido a un dragón llegó a la Tierra medieval para reclamar el planeta como parte de la colmena del simbionte, Thor llegó en ayuda de los aldeanos vikingos y derrotó al dragón, al que los aldeanos llamaron "Grendel", lo que provocó la conexión entre Knull y el simbionte hivemind para romper. Los simbiontes que estaban esparcidos por el universo, ahora libres del control de Knull, comenzaron a vincularse con anfitriones benevolentes y aprender sobre la Luz. Los simbiontes se rebelaron contra su dios y lo atraparon dentro de un planeta artificial formado por miles de millones de simbiontes, al que llamaron Klyntar, "jaula" en su idioma.

### Conociendo a Eddie Brock
Después de miles de años, S.H.I.E.L.D. descubrió el cuerpo del Grendel y ató las piezas del dragón a los soldados para crear supersoldados para luchar en la guerra de Vietnam. El procedimiento recibió el nombre de programa Sym-Soldier. Esto volvió a despertar a Knull, lo que le permitió tomar el control de los soldados Sym que se volvieron rebeldes antes de ser capturados por Nick Fury y Logan, excepto una pieza, llamada Rex, que escapó del control de Knull. Años después, Eddie Brock (Venom) sin saberlo liberó al dragón y, después de una batalla contra Eddie y Spider-Man, el dragón comenzó a buscar a Rex para liberar a Knull. Sin embargo, Venom se fusionó con Rex y finalmente atrapó al Grendel en un alto horno, incinerándolo a él y a Rex. Después, el Creador y la Supervisión del Proyecto recuperan el códice de Grendel del horno.

### Liberado por Carnage
En Carnage Born, después de que Scorn se unió a un culto que adoraba a Knull, robaron el códice de Grendel y el cuerpo fallecido de Cletus y, después de implantar el códice dentro de Cletus, el códice del simbionte Carnage es absorbido por Grendel, lo que hace que Grendel se vuelva divino. Después del contacto con Knull, Cletus decidió liberar a Knull recolectando cada códice de cada anfitrión que en algún momento se había unido a simbiontes para sobrecargar la mente de la colmena del simbionte y dispersar al Klyntar. Después de que Cletus se reuniera con Doppelganger y Shriek, reformaron el culto dedicado a adorar a Knull y regresaron a Doverton, Colorado, donde obtuvieron los códices de los ciudadanos y animales que fueron infectados por Carnage durante Carnage USA.
Durante "Absolute Carnage", a medida que Carnage se hizo más fuerte, también lo hizo la conexión entre Knull y los simbiontes, como se vio cuando Phage, Agony, Lasher, Riot y Scream también se corrompieron. Knull fue finalmente despertado después de que Dark Carnage engañara a Eddie para que lo matara después de reclamar los códices restantes. Knull rápidamente destruyó Klyntar y, manifestando un traje de armadura dracónica y fusionando a sus simbiontes constituyentes en una flota de simbiontes-dragones. Mientras tanto, Knull fue localizado por Wraith, quien quería que Knull eliminara los Exolon (parásitos que se adhieren a un anfitrión mientras se alimentan de su alma) de su cuerpo. Knull le reveló a Wraith que los Exolons eran solo sus experimentos fallidos con simbiontes y arrojó esa "basura" en The Exoteric Latitude, aunque cortó el Exolon del cuerpo de Wraith y lo convirtió en su espada mientras lanzaba a Wraith al espacio. Pronto, reanudó su campaña contra la luz mientras viajaba a la Tierra, usando su abismo viviente para reclamar planetas enteros para su causa, mientras perseguía a Eddie Brock con pesadillas puntiagudas e impuso brevemente su influencia sobre Dylan Brock para asegurarse de que juraría lealtad al Imperio Simbionte.

### Conquistando la Tierra y la muerte
En el momento en que los Guardianes de la Galaxia estaban investigando la muerte del Emperador Zn'rx Stote durante la reunión del Consejo Galáctico en el Proscenio y descubren que el Pacificador Chitauri y el Especulador fueron responsables en algún momento después de los eventos del "Empyre", Zoralis Gupa del planeta Silnius toma una llamada urgente mientras menciona a la persona del otro lado para advertir a todos los sistemas vecinos. Le dice a Victoria que es el Fin de Todo, ya que diferentes planetas están comenzando a morir en los planetas propiedad del Shi'ar, la Alianza Kree / Skrull y Zn'rx, al tiempo que hacen que la economía galáctica sea lo suficientemente frágil como para ir a la quiebra. Sabiendo que no obtendrá ganancias, el Especulador teletransporta al Pacificador y la bomba biológica. Mientras agradece a Zoralis Gupa por engañar al especulador con el farol, Zoralis Gupa le dice a Super-Skrull ya todos los presentes que algo más oscuro que Galactus está destruyendo los mundos y su nombre es Knull. El emperador Hulkling envió a Talos para investigar las bases de Kree y Skrull que se oscurecieron con Av-Rom, Keeyah, M'lanz, Virtue y Tarna. Dos días después, una armada de la Alianza Kree / Skrull encabezada por el general Kalamari encuentra la cápsula de escape de Talos. Después de recuperarse en la enfermería, Talos recapitula a Kalamari sobre lo que sucedió en su misión que involucró un encuentro con Knull. Talos luego le informa a Kalamari que su baliza de socorro en su cápsula de escape es una advertencia de que Knull se acerca. Fuera de la nave, Knull está montando un Simbionte Dragon mientras se lanza en picado para atacar.
Sintiendo que Knull viene al comienzo de la historia del "Rey de Negro", Eddie Brock alerta a los Vengadores. Knull desata a los dragones simbiontes en la Tierra mientras Los Vengadores, Los 4 Fantásticos y los X-Men luchan contra ellos, incluso cuando se muestra que Knull tiene a los Celestiales Arishem el Juez y Tefral el topógrafo poseídos por sus simbiontes. Cuando el Capitán América le da la orden al otro gran bateador que reclutaron, resulta ser Sentry. Lleva a Knull a la órbita de la Tierra e intenta hacer lo mismo que una vez le hizo a Carnage solo para que Knull haga un cambio al estar familiarizado con lo que le sucedió a Carnage en ese momento. Knull rompe a Sentry y asimila el Vacío en él cuando emerge del cuerpo de Sentry. Venom y el Capitán América reaccionan a esto cuando Iron Man los insta a retirarse. Luego, Knull procede a que sus dragones simbiontes formen una esfera alrededor de la Tierra para aislarla del Sol y hace que el abismo viviente se trague a algunos de los superhéroes, incluida Tormenta, a la que reacciona el Profesor X. Como Venom, Eddie se enfrenta a Knull y le ofrece sus servicios. Knull agarra a Venom cuando reconoce a Eddie como el que mató a Grendel, luego le dice a Eddie que el Brock que está buscando es Dylan Brock. Cuando Eddie le ruega a Knull que lo tome en su lugar, Knull le arranca el simbionte de Venom y lo absorbe en su cuerpo mientras planea absorber a Dylan en él también. Luego, Knull deja caer a Eddie en las calles cubiertas de simbiontes de abajo. Knull descubre dónde está Dylan y está a punto de atraparlo cuando llega Thor. Juntos, Thor y Dylan ayudan a liberar a algunos de los héroes infectados, incluido Hulk. Thor y Knull pelean y Thor gana ventaja hasta que Knull distrae a Thor trayendo a sus Celestiales poseídos por simbiontes y apuñala a Thor por la espalda. Knull planea controlar a Dylan ya que este último tiene el códice Simbionte, pero Dylan se defiende y libera a Cyclops, Mujer Invisible, Doctor Strange, Gata Negra y Antorcha Humana. Doctor Strange se transforma en una forma más fuerte y juntos los héroes luchan contra los simbiontes. Namor, Thor y Storm infligen un gran daño mientras los poderes psíquicos de Jean Grey inmovilizan a Knull, ven el pasado de Knull y se dan cuenta de que el Dios de la Luz (otro nombre de la Fuerza Enigma) es lo único que puede derrotar a Knull antes de desmayarse. Silver Surfer llega a donde está Enigma Force y lo libera de los simbiontes. Knull se tambalea de dolor y Eddie es elegido para ser el nuevo Capitán Universo. Cuando Silver Surfer se enfrenta a él, Knull recuerda su pelea anterior contra él. A través del Dios de la Luz, Silver Surfer asume una forma cromada y convierte su tabla de surf en una espada, mientras que Knull transforma su armadura en una que le permitiría combatir a Silver Surfer. Cuando Knull comienza a luchar contra Silver Surfer, los miembros de los Vengadores, los Cuatro Fantásticos y los X-Men cargan contra Knull para que puedan ayudar a Silver Surfer. En ese momento, Venom parece haber sido transformado en el Capitán Universo y dice que se encargará de Knull desde aquí. Como Knull afirma que ha matado a Venom muchas veces, Venom se las arregla para hacer uso de la tabla de surf de Mjolnir y Silver Surfer, que luego fusionó en un hacha de batalla que tiene la forma del emblema de araña de Venom. Usando su hacha de batalla, Venom comienza a abrirse camino a través de los dragones simbiontes al notar que Knull le tiene miedo. Knull incluso desata un Celestial controlado por un Simbionte para ayudarlo, solo para que Venom lo decapite. Cuando Venom le arranca la armadura a Knull, Knull afirma que la oscuridad está en Dylan. Luego, Venom recoge a Knull, vuela por los aires y atraviesa la barrera del simbionte que rodea la Tierra, donde Knull afirma que el Vacío es eterno y el abismo tiene dientes. Venom luego dice que no le importa si tiene razón cuando sumerge su mano en el sol y usa el Uni-Power para vaporizar a Knull. Como resultado de la muerte de Knull, el Simbionte Venom le traduce a Eddie el idioma de los simbiontes hostiles y los dragones simbiontes que se ha convertido en el nuevo Dios de los simbiontes ahora que están libres del control de Knull.

### El verdadero propósito del Rey de Negro
Como el nuevo Rey de Negro, Eddie aprende de su yo futuro que los Celestiales eligen a los Reyes de Negro para cumplir el mismo propósito que los Beyonders: mantener el multiverso, pero trabajan desde adentro en lugar de afuera. Knull había rechazado el trabajo y se rebeló contra los Celestiales.

## Poderes y habilidades
Knull es una deidad primordial, que tiene superfuerza, agilidad, inmortalidad y factor de curación. Posee Umbrakinesis Suprema, ya que puede manifestar oscuridad para crear armas y criaturas, a las que llama el "Abismo Viviente", que puede controlar y también aumentar su poder, lo que permitió a Venom desbloquear nuevas habilidades y también permitió que uno de los dragones de Knull fuera no afectado por las debilidades clásicas de los simbiontes y ser tan rápido como Silver Surfer. También posee una capacidad limitada para cambiar de forma, incluida la capacidad de convertir su boca humana en mandíbulas con colmillos con una lengua alargada; esta característica se transmitió a los simbiontes. También es un combatiente experto, que utiliza All-Black para matar a Celestiales y otros dioses, mientras usa una armadura hecha de simbionte con un dragón rojo y un emblema en espiral, que se basa en la Espiral de Carcosa de True Detective.
A pesar de que se cortó su conexión con los simbiontes, su influencia aún se puede ver cuando Gorr, el Viejo Galactus, Egoy Rey Loki, después de ser infectados por All-Black, continuaron la cruzada de Knull para aniquilar a todos de la existencia, mientras que Malekith se unió al simbionte Venom que se hacía llamar el Carnicero de Thor. Venom formó un emblema similar con un diseño mixto del emblema de Knull y el de Spider-Woman. De manera similar, los Sin Nombre, un grupo de Kree, Los exploradores, después de haber sido infectados por los Exolones, su piel se desvaneció lentamente y su apariencia exterior ahora se parece a Knull.

## En otros medios

### Televisión
Knull hace su debut animado en la serie animada de Disney XD Spider-Man: Maximum Venom. Aparece por primera vez en la promoción "The Secret Story of Venom", en la que Venom explica a su último anfitrión los orígenes de los simbiontes como Klyntar, armas vivientes utilizadas por Knull para librar una cruzada contra los Celestiales. Sin embargo, a pesar de sus victorias, Knull finalmente abandonó sus primeras creaciones, las Hermanas Simbiontes, después de considerarlas inútiles para él. Las Hermanas Simbiontes aterrizaron en un planeta alienígena, se replicaron en varios engendros y se vincularon con los habitantes nativos en un intento por encontrar un propósito armónico en la vida.

### Película
- Knull sirve como inspiración suelta para el Señor de la Sombra Oscura en Thor: Love and Thunder (2022).[45]Esta versión es el propietario original de la Necroespada antes de Gorr el Dios Carnicero.
- Knull aparece en la película Venom: El último baile (2024), interpretado por Andy Serkis.[46][47]Esta versión es un dios que fue traicionado por sus simbiontes y encarcelado en su propio mundo, y descubre que un "Codex" ha sido creado por el simbionte Venom, y quiere usarlo para liberarse de su prisión. El envía a una de sus criaturas, los Xenófagos, a la Tierra para recuperar el Codex. Al localizar a Venom, Knull envía más Xenófagos a la Tierra, al Área 51, pero descubre que el Codex y sus Xenófagos fueron destruidos por el sacrificio de Venom, y declara que el universo ya no está a salvo de él ahora que Venom ha caído.

### Videojuegos
- Knull y Ancient Venom (Venom poseído por Knull) aparecen en el juego móvil Spider-Man Unlimited.
- Knull es un personaje jugable y jefe en el modo de juego World Boss Legend: Knull en el juego móvil Marvel Future Fight.
- Knull es un personaje jugable, en el juego de móvil Marvel Snap.
- Knull es un personaje jugable, en el juego móvil Marvel Contest of Champions de Kabam.
- Knull aparece como un personaje jugable en Marvel Puzzle Quest.[48]
- Aunque no aparece directamente en el juego Spider-Man 2 de 2023, se hace referencia a Knull a través de la presencia de la marca en espiral del personaje en los enemigos simbiontes que se ven a lo largo del juego y el meteorito que trajo el simbionte a la Tierra.[49]

## Recepción
En su primera aparición, el personaje fue bien recibido, con Comic Book Resources haciendo una comparación de dibujo con otros dos Villanos Marvel: Morlun y Drácula. Sin embargo, Comic Book Resources también criticó el diseño del personaje por no ser original y similar a la mayoría de los otros villanos, y no coincidir con su naturaleza, diciendo que el personaje habría sido mejor si hubiera sido más similar a su creación. Bleeding Cool declaró sobre la historia que "Es una nueva historia atractiva, y redefine los simbiontes del Universo Marvel". Knull ocupó el puesto número uno en la lista de IGN de los simbiontes más poderosos de Marvel.
El personaje recibió especial atención en Suecia y Noruega debido a que la palabra "knull" es la forma sustantiva de "follar" (refiriéndose a la cópula) en sueco y noruego.